# Nový Svet
Nový Svet je obec ležící v Bratislavském kraji, okres Senec na Slovensku. Žije zde 92 obyvatel.

## Historie
První písemná zmínka o obci pochází z roku 1871.